# دوایت مورو
دوایت ویتنی مورو (به انگلیسی: Dwight Whitney Morrow) سناتور سابق عضو حزب جمهوری‌خواه ایالات متحده آمریکا بود. وی در سال ۱۹۳۰ تا ۱۹۳۱ میلادی سناتور ایالت نیوجرسی در سنای ایالات متحده آمریکا بود.